# ゆめぐり号
ゆめぐり号（ゆめぐりごう）は、ジェイアールバス関東株式会社（JRバス関東）及び、同社とアライアンス提携している各社（とその共同運行会社）によって運行されている東京都もしくは埼玉県を発着し、関越自動車道を通り、群馬県の草津温泉を結ぶ高速バス路線群の総称。

## 概要
1998年に運行された新宿と草津を結ぶ「湯MO味号」（湯揉。会員制）が前身で、翌年に「上州名湯めぐり号」として運行を開始して、現在の「上州ゆめぐり号」となった。
2015年には、東京駅を発着し、新宿を経由しない「東京ゆめぐり号」も運行を開始した。
2024年、JRバス関東は、秩父鉄道観光バス株式会社とのアライアンス契約を初めて締結、JRバス関東支援の下、秩父鉄道観光バスが埼玉県北東部を発着して、伊香保・草津を結ぶ「ゆめぐり埼玉号」の運行を開始した。その後、JRバス関東は次々に各地のバス会社とのアライアンス契約を結び、首都圏各地から伊香保・草津を結ぶ「ゆめぐり号」のラインナップを充実させている。

## 路線一覧
いずれの路線も関越自動車道を通り、渋川伊香保ICから伊香保・草津方面へ巡る。
渋川伊香保ICを含め、各路線の解説に記載のICは標準経路であり、渋滞等により、臨機応変にIC・経路が変更される。
- 系統別停留所一覧表
●：発着（全便）、○：発着（一部便）、▲：発着（三角頂点方面へ進行する全便）、△：発着（三角頂点方向へ進行する一部便)、(空白)：経由無し（方面違い）、∥：全便通過（近くは通る）

| 所在地               | 所在地            | 停留所名                          | 停留所名                          | 系統                              | 上州     | 東京     | 埼玉                               | 八王子      | 川越 大宮 | 備考                            |
| 所在地               | 所在地            | 停留所名                          | 停留所名                          | 運行 会社                         | JR       | JR 秩父  | 秩父                               | 群馬 西東京 | 広栄      | 備考                            |
|                      |                   |                                   |                                   |                                   |          |          |                                    |             |           |                                 |
| 東 京 都 区 部       | 台東区            | 上野駅入谷口                      | 上野駅入谷口                      | 上野駅入谷口                      |          | ○        |                                    |             |           | 301／302号のみ乗入              |
| 東 京 都 区 部       | 千代田区          | 東京駅                            | 八重洲南口                        | 八重洲南口                        | ▽        | ▼        | 下り乗車（上州は7号のみ乗入）      |             |           |                                 |
| 東 京 都 区 部       | 千代田区          | 東京駅                            | 日本橋口                          | 日本橋口                          | △        | ▲        | 上り降車（上州は16・18号のみ乗入） |             |           |                                 |
| 東 京 都 区 部       | 渋谷区            | バスタ新宿(新宿駅新南口)          | バスタ新宿(新宿駅新南口)          | バスタ新宿(新宿駅新南口)          | ●        | ∥        |                                    |             |           |                                 |
| 東 京 都 区 部       | 中野区            | 中野坂上                          | 中野坂上                          | 中野坂上                          | ▲        | ∥        | 上り降車専用                       |             |           |                                 |
| 東 京 都 区 部       | 練馬区            | 練馬駅(区役所前)                  | 練馬駅(区役所前)                  | 練馬駅(区役所前)                  | ●        | ∥        |                                    |             |           |                                 |
|                      |                   |                                   |                                   |                                   |          |          |                                    |             |           |                                 |
| 東京都 多摩 地域     | 八王子市          | 京王八王子駅                      | 京王八王子駅                      | 京王八王子駅                      |          |          |                                    | ●           |           |                                 |
| 東京都 多摩 地域     | 八王子市          | JR八王子駅北口                    | JR八王子駅北口                    | JR八王子駅北口                    | ●        |          |                                    |             |           |                                 |
|                      |                   |                                   |                                   |                                   |          |          |                                    |             |           |                                 |
| 埼玉県 南中部        | さいたま市 大宮区 | 大宮駅西口 (大宮ソニックシティ前) | 大宮駅西口 (大宮ソニックシティ前) | 大宮駅西口 (大宮ソニックシティ前) |          |          |                                    |             | ●         |                                 |
| 埼玉県 南中部        | 川越市            | 川越駅西口                        | 川越駅西口                        | 川越駅西口                        | ●        |          |                                    |             |           |                                 |
|                      |                   |                                   |                                   |                                   |          |          |                                    |             |           |                                 |
| 埼 玉 県 北 部       | 加須市            | 加須駅北口                        | 加須駅北口                        | 加須駅北口                        |          |          | ●                                  |             |           |                                 |
| 埼 玉 県 北 部       | 行田市            | 行田市駅南口                      | 行田市駅南口                      | 行田市駅南口                      | ●        |          |                                    |             |           |                                 |
| 埼 玉 県 北 部       | 熊谷市            | 熊谷駅南口                        | 熊谷駅南口                        | 熊谷駅南口                        | ●        |          |                                    |             |           |                                 |
| 埼 玉 県 北 部       |                   |                                   |                                   |                                   |          |          |                                    |             |           |                                 |
| 埼 玉 県 北 部       | 上里町            | (上里SA)                          | (上里SA)                          | (上里SA)                          | （休憩） | （休憩） | （休憩）                           | （休憩）    | （休憩）  | 全系統両方面共通                |
|                      |                   |                                   |                                   |                                   |          |          |                                    |             |           |                                 |
| 群 馬 県 南 部       | 高崎市            | 高崎駅西口                        | 高崎駅西口                        | 高崎駅西口                        | ∥        | ∥        | ∥                                  | ∥           | ●         | 両方面乗車・降車可              |
| 群 馬 県 南 部       |                   |                                   |                                   |                                   |          |          |                                    |             |           |                                 |
| 群 馬 県 南 部       | 渋川市            | 渋川駅                            | 渋川駅                            | 渋川駅                            | ●        | ●        | ∥                                  | ●           | ∥         |                                 |
| 群 馬 県 南 部       | 渋川市            |                                   |                                   |                                   |          |          |                                    |             |           |                                 |
| 群 馬 県 南 部       | 渋川市            | 伊香保温泉(見晴下)                | 伊香保温泉(見晴下)                | 伊香保温泉(見晴下)                | ○        | ●        | ●                                  | ●           | ∥         | 上州15号／2号は通過             |
| 群 馬 県 南 部       | 渋川市            | 伊香保石段街                      | 伊香保石段街                      | 伊香保石段街                      | ○        | ●        | ●                                  | ●           | ∥         | 上州15号／2号は通過             |
|                      |                   |                                   |                                   |                                   |          |          |                                    |             |           | 上州15号／2号は通過             |
| 群 馬 県 吾 妻 地 域 | 東吾妻町          | 東支所前                          | 東支所前                          | 東支所前                          | ○        | ●        | ∥                                  | ∥           | ∥         | 上州15号／2号は通過             |
| 群 馬 県 吾 妻 地 域 | 中之条町          | 中之条駅南                        | 中之条駅南                        | 中之条駅南                        | ●        | ●        | ∥                                  | ∥           | ∥         |                                 |
| 群 馬 県 吾 妻 地 域 | 東吾妻町          | 群馬原町駅入口                    | 群馬原町駅入口                    | 群馬原町駅入口                    | ●        | ●        | ∥                                  | ∥           | ∥         |                                 |
| 群 馬 県 吾 妻 地 域 | 長野原町          | 川原湯温泉駅                      | 川原湯温泉駅                      | 川原湯温泉駅                      | ○        | ●        | ∥                                  | ∥           | ∥         | 上州1・5・15／2・12・16号が停車 |
| 群 馬 県 吾 妻 地 域 | 長野原町          | 長野原草津口駅                    | 長野原草津口駅                    | 長野原草津口駅                    | ●        | ●        | ∥                                  | ∥           | ∥         |                                 |
| 群 馬 県 吾 妻 地 域 | 長野原町          | JRバス長野原支店前                | JRバス長野原支店前                | JRバス長野原支店前                | ●        | ●        | ∥                                  | ∥           | ∥         |                                 |
| 群 馬 県 吾 妻 地 域 |                   |                                   |                                   |                                   |          |          |                                    |             |           |                                 |
| 群 馬 県 吾 妻 地 域 | 草津町            | 草津温泉バスターミナル            | 草津温泉バスターミナル            | 草津温泉バスターミナル            | ●        | ●        | ●                                  | ●           | ●         |                                 |
| 群 馬 県 吾 妻 地 域 | 草津町            | ホテルヴィレッジ                  | ホテルヴィレッジ                  | ホテルヴィレッジ                  |          |          |                                    |             | ●         |                                 |

※ 基本的には、下り便は東京都内・埼玉県内乗車専用／群馬県内降車専用、上り便は群馬県内乗車専用／埼玉県内・東京都内降車専用として運行される。ただし、上州と東京は、当日現地で空席があった場合に限り（事前予約は不可）、直接運賃を支払うことで、伊香保-草津間のみの利用が可能。また、川越大宮は、両方向共に高崎駅での乗車・降車はどちらも可能（大宮・川越-高崎または高崎-草津・ヴィレッジのみの利用・予約が可能）。
JRバス関東主管路線は「〇〇ゆめぐり号」、JRバス関東アライアンス路線は「ゆめぐり〇〇号」と、名称で区別化されている。

### 上州ゆめぐり号
（1999年10月1日運行開始）
- 運行経路
  - (東京駅八重洲南口（降車は日本橋口）) - バスタ新宿（新宿駅新南口） - 中野坂上（降車扱い） - 練馬駅（区役所前） 〜 渋川駅 - 伊香保温泉（見晴下） - 伊香保石段街 - 東支所前 - 中之条駅南 - 群馬原町駅入口 - 川原湯温泉駅 - 長野原草津口駅 - JRバス長野原支店前 - 草津温泉バスターミナル
- 運行会社
  - ジェイアールバス関東株式会社（長野原支店）
- JRバス関東単独運行1日7.5往復（下り7便、上り8便）
- バスタ新宿（一部東京駅発着あり）から中野区（上り便のみ）・練馬区を経由して、練馬ICから関越道を通り、渋川市、同市伊香保、中之条町[注 7]、川原湯温泉など、群馬県吾妻方面各地の温泉地をめぐる路線。
- 草津発初便と新宿（東京）発終便は、伊香保温泉見晴下・伊香保石段街・東支所前を通過する。一部便のみ川原湯温泉駅を停車。新宿（東京）発日中1本と、草津発最終2本のみが、新宿を経由して東京駅を発着する（2025年1月現在のダイヤ[4]）。

### 東京ゆめぐり号
（2015年12月26日運行開始、2024年7月27日1往復アライアンス運行に転換）
- 運行経路
  - (上野駅入谷口) - 東京駅八重洲南口（降車は日本橋口） 〜 渋川駅 - 伊香保温泉（見晴下） - 伊香保温泉石段街 - 東支所前 - 中之条駅南 - 群馬原町駅入口 - 川原湯温泉駅 - 長野原草津口駅 - JRバス長野原支店前 - 草津温泉バスターミナル
- 運行会社
  - ジェイアールバス関東株式会社（長野原支店） ※ 東京発着担当
  - JRバス関東アライアンス 秩父鉄道観光バス株式会社（行田自動車営業所）　※ 上野発着担当
- JRバス関東既存運行1往復、アライアンス運行1往復の計1日2往復。
- 上州ゆめぐり号から派生して、東京駅起点としつつ、首都高・外環道を通じて関越道へ乗り入れる形で、新宿を含む都内の他停留所を一切経由しない速達臨時路線として運行が始まり、その後、群馬県内の途中停留所を上州ゆめぐり号と合わせながら定期化した。
- 既存路線の1往復分を上野まで延長する形で秩父鉄道観光バスが運行を担うアライアンス運行第2号として運行を開始した[注 8]。

### ゆめぐり埼玉号
（2024年1月20日アライアンス運行開始）
- 運行経路
  - 加須駅北口 - 行田市駅南口 - 熊谷駅南口 〜 伊香保温泉（見晴下） - 伊香保石段街 - 草津温泉バスターミナル
- 運行会社
  - JRバス関東アライアンス 秩父鉄道観光バス株式会社（行田自動車営業所）
- アライアンス第1社目・第1号路線。1日1往復。
- 埼玉県北部（加須市・行田市・熊谷市）を発着し、花園ICから関越道を通り、伊香保・草津以外の停留所は一切経由せずに運行される。
- 秩父鉄道観光バスは、社名の通り観光バス主体の会社であり、かつて埼玉県内で一般路線バスを運行していたことはあるが、高速路線バスの運行は本路線が初である。

### ゆめぐり八王子号
（2024年12月1日アライアンス運行開始）
- 運行経路
  - 京王八王子駅・JR八王子駅北口 〜 渋川駅 - 伊香保温泉（見晴下） - 伊香保石段街 - 草津温泉バスターミナル
- 運行会社
  - JRバス関東アライアンス 株式会社群馬バス（東京営業所）
  - 西東京バス株式会社 ※ 共同運行会社（アライアンス外）
- アライアンス第2社目。1日2往復。東京都八王子市を発着し、あきる野ICから圏央道を通じて関越道を通り、渋川駅を経由して、伊香保と草津を結ぶ。
- 群馬バスは一般路線バスと観光バスの営業を主体とする会社で、高速バスの運行経験もあるが、担当する東京営業所はそれまで貸切専門であった。単独運行ではなく、アライアンス外の西東京バスとの共同運行というのが特徴的。西東京バスは、運行開始前日まで、他社との共同運行にて伊香保を通って四万温泉に至る路線を運行しており、それを廃止して、翌日即入れ替わりで草津へ乗り入れる当路線の運行が始まった。

### ゆめぐり川越・大宮号
（2025年2月1日アライアンスに参画）
- 運行経路
  - 大宮駅西口（大宮ソニックシティ前） - 川越駅西口 〜 高崎駅東口 〜 草津温泉バスターミナル - ホテルヴィレッジ
- 運行会社
  - JRバス関東アライアンス 広栄交通バス株式会社
- アライアンス第3社目。1日1往復。
- 埼玉県南中部[注 3]（さいたま市大宮区・川越市）を発着し、川越ICから関越道を通る。これまでのアライアンス路線は、完全新規路線だったり、JRバス関東既存路線を延伸する形のものだったが、本路線は担当する広栄交通バス既存の単独路線「ブルーライナー草津温泉号」を経路そのままアライアンス路線へリニューアルする形での運行開始となるため、群馬県内の経路も、一旦高崎ICを乗り降りして高崎駅を経由する一方で渋川駅や伊香保を経由せず、草津温泉BTから更に進んでホテルヴィレッジを終着地としており、他のゆめぐり号とは異なるのが特徴的[5]。
- 広栄交通バスは、旧高速ツアーバス、いわゆる新高速乗合バス会社である。